# Hyposoter raoi
Hyposoter raoi là một loài tò vò trong họ Ichneumonidae.